# Mar Bordallo
Mar Bordallo, nata María del Mar García-Bordallo García (Parla, 2 giugno 1970), è un'attrice, doppiatrice e direttrice del doppiaggio spagnola.

## Biografia
Mar Bordallo è nata a Parla il 2 giugno 1970 e come doppiatrice nel 1982 a soli undici anni; tra i suoi doppiaggi più rilevanti.

## Doppiaggio

### Film
- Drew Barrymore in 50 volte il primo bacio,  Beverly Hills Chihuahua, Charlie's Angels, Charlie's Angels - Più che mai

### Film TV
- Nicola Mycroft in Miracolo a mezzanotte

### Film d'animazione
- Gioia in Inside Out, Inside Out 2

### Serie televisive
- Danielle Fishel in Crescere, che fatica! e Girl Meets World

### Cartoni animati
- Futura  in Diventeremo famose